# Русија на Светском првенству у атлетици на отвореном 2011.
Русија је на 13. Светском првенству у атлетици на отвореном 2011. одржаном у Тегу од 27. августа до 4. септембра, учествовала десети пут, односно учествовала је под данашњим именом на свим првенствима од 1993. до данас. Репрезентацију Русије представљало је 76 такмичара (32 мушкарца и 44 жена) који су се такмичили у свим дисциплина (17 мушких и 22 женске).,
На овом првенству Русија је била 6 по броју освојених медаља са 7 медаља, 3 златне, 1 сребрна и 3 бронзане.

У табели успешности према броју и пласману такмичара који су учествовали у финалним такмичењима (првих 8 такмичара) Русија је са 22 учесника  у фоналу заузела 4 место са 97 бодова.
| Плас. | Земља  | 1. место | 2. место | 3. место | 4. место | 5. место | 6. место | 7. место | 8. место | Бр. финал. | Бод. |
| ----- | ------ | -------- | -------- | -------- | -------- | -------- | -------- | -------- | -------- | ---------- | ---- |
| 4.    | Русија | 3        | 1        | 3        | 4        | 2        | 5        | 1        | 3        | 22         | 97   |

## Учесници
| Мушкарци: - Павел Треникин — 400 м, 4х400 м - Јуриј Борзаковски — 800 м - Алексеј Владимирович Соколов — Маратон - Алексеј Соколов — Маратон - Сергеј Шубенков — 110 м препоне - Алексндр Деревјагин — 400 м препоне - Андреј Фарносов — 3.000 м препреке - Максим Дилдин — 4х400 м - Константин Свечкар — 4х400 м - Денис Алексејев — 4х400 м - Валериј Борчин − 20 км ходање - Владимир Канајкин − 20 км ходање - Станислав Емељанов − 20 км ходање - Сергеј Морозов − 20 км ходање - Сергеј Бакулин − 50 км ходање - Денис Нижегородов − 50 км ходање - Игор Ерохин − 50 км ходање - Сергеј Кирдјапкин − 50 км ходање - Алексеј Дмитрик − Скок увис - Иван Ухов − Скок увис - Александр Шустов − Скок увис - Дмитриј Стародубцев − Скок мотком - Јевгениј Лукјаненко − Скок мотком - Александар Мењков − Скок удаљ - Алексеј Федоров − Троскок - Максим Сидоров − Бацање кугле - Кирил Икоников − Бацање кладива - Сергеј Литвинов − Бацање кладива - Дмитриј Тарабин − Бацање копља - Сергеј Макаров − Бацање копља - Александр Иванов − Бацање копља - Алексеј Дроздов − Десетобој | Жене - Александра Федорива — 100 м, 4х100 м - Јулија Гушчина — 200 м, 4х100 м - Елизабета Савлинис — 200 м, 4х100 м - Анастасија Капачинска — 400 м, 4х400 м - Антоњина Кривошапка — 400 м, 4х400 м - Јекатерина Костецка — 800 м - Марија Савинова — 800 м - Јулија Русанова — 800 м - Јекатерина Мартинова — 1.500 м - Олесја Сирева — 1.500 м - Наталија Јевдокимова — 1.500 м - Јелена Задорожна — 5.000 м - Јелисавета Гречишникова — 5.000 м - Маргарита Плаксина — Маратон - Татјана Дектјарева — 100 м препоне - Наталија Антјух — 400 м препоне, 4х400 м - Јелена Чуракова — 400 м препоне - Јулија Зарудњева Зарипова — 3.000 м препреке - Љубов Харламова — 3.000 м препреке - Наталија Рускова — 4х100 м - Људмила Литвинова — 4х400 м - Ксенија Вдовина — 4х400 м - Ксенија Задорина — 4х400 м - Олга Канискина − 20 км ходање - Анисја Кирдјапкина − 20 км ходање - Вера Соколова − 20 км ходање - Татјана Минејева − 20 км ходање - Ана Чичерова − Скок увис - Јелена Слесаренко − Скок увис - Светлана Школина − Скок увис - Светлана Феофанова − Скок мотком - Јелена Исинбајева − Скок мотком - Дарија Клишина − Скок удаљ - Олга Кучеренко − Скок удаљ - Олга Зајцева − Скок удаљ - Ана Крилова − Троскок - Јевгенија Колотко − Бацање кугле - Ана Авдејева − Бацање кугле - Ана Омарова − Бацање кугле - Дарија Пишчалникова − Бацање диска - Татјана Лисенко − Бацање кладива - Марија Абакумова − Бацање копља - Татјана Чернова − Седмобој - Ана Богданова − Седмобој |

## Освајачи медаља (7)

### Злато (3)
- Денис Нижегородов — 50 км ходање
- Ана Чичерова — Скок увис
- Татјана Лисенко — Бацање кладива

### Сребро (1)
- Алексеј Дмитрик — Скок увис

### Бронза (3)
- Јуриј Борзаковски — 800 м
- Наталија Антјух — 400 м препоне
- Светлана Феофанов — Скок мотком

## Светски прваци (3)
- Првак света у ходању на 50 км. Денис Нижегородов
- Првакиња света у скоку увис. Ана Чичерова
- Првакиња света у у бацању кладива. Татјана Лисенко

## Резултати

### Мушкарци
| Атлетичар                                                       | Дисциплина       | Лични рекорд | Квалификације    | Квалификације    | Полуфинале            | Полуфинале           | Финале               | Финале           | Детаљи |
| Атлетичар                                                       | Дисциплина       | Лични рекорд | Резултат         | Место            | Резултат              | Место                | Резултат             | Место            | Детаљи |
| --------------------------------------------------------------- | ---------------- | ------------ | ---------------- | ---------------- | --------------------- | -------------------- | -------------------- | ---------------- | ------ |
| Павел Треникин                                                  | 400 м            | 45,60        | 45,55 кв, ЛР     | 5. у гр. 3       | 45,68                 | 6. у гр. 2           | Није се квалификовао | 12 / 36 (39)     |        |
| Јуриј Борзаковски                                               | 800 м            | 1:42,47 НР   | 1:46,14 КВ       | 1. у гр. 2       | 1:45,73 КВ            | 2. у гр. 1           | 1:44,49              |                  |        |
| Алексеј Владимирович Соколов                                    | Маратон          | 2:09:07      |                  |                  |                       |                      | 2:16:23              | 18 / 49 (67)     |        |
| Алексеј Соколов                                                 | Маратон          | 2:11:53      | 2:16:48          | 20 / 49 (67)     |                       |                      |                      |                  |        |
| Сергеј Шубенков                                                 | 110 м препоне    | 13,46        | 13,70            | 6. у гр. 1       | Није се квалификовао  | Није се квалификовао | Није се квалификовао | 25 / 32          |        |
| Алексндр Деревјагин                                             | 400 м препоне    | 49,00        | 49,43 КВ, ЛРС    | 3. у гр. 3       | 49,07 кв, ЛРС         | 3. у гр. 3           | 49,32                | 8 / 34           |        |
| Андреј Фарносов                                                 | 3.000 м препреке | 8:21,95      | 8:34,44          | 8. у гр. 1       | Није се квалификовао  | Није се квалификовао | Није се квалификовао | 23 / 34 (35)     |        |
| Максим Дилдин Константин Свечкар Павел Тренихин Денис Алексејев | 4 х 400 м        | 3:00,44 НР   | Дисквалификована | Дисквалификована |                       |                      | Дисквалификовани     | Дисквалификовани |        |
| Валериј Борчин                                                  | 20 км ходање     | 1:17:38      |                  |                  |                       |                      | Дисквалификовани     | Дисквалификовани |        |
| Владимир Канајкин                                               | 20 км ходање     | 1:17:16      |                  |                  |                       |                      | Дисквалификовани     | Дисквалификовани |        |
| Станислав Емељанов                                              | 20 км ходање     | 1:19:43      |                  |                  |                       |                      | Дисквалификовани     | Дисквалификовани |        |
| Сергеј Морозов                                                  | 20 км ходање     | 1:16:43      |                  |                  |                       |                      | Дисквалификовани     | Дисквалификовани |        |
| Сергеј Бакулин                                                  | 50 км ходање     | 3:43:26      |                  |                  |                       |                      | Дисквалификовани     | Дисквалификовани |        |
| Денис Нижегородов                                               | 50 км ходање     | 3:34:14 НР   | 3:42:45 ЛРС      |                  |                       |                      |                      |                  |        |
| Игор Ерохин                                                     | 50 км ходање     | 3:38:08      | Дисквалификовани | Дисквалификовани |                       |                      |                      |                  |        |
| Сергеј Кирдјапкин                                               | 50 км ходање     | 3:38:08      | Дисквалификовани | Дисквалификовани |                       |                      |                      |                  |        |
| Алексеј Дмитрик                                                 | Скок увис        | 2,36         | 2,28 кв          | 6. у гр. А       |                       |                      | 2,35                 |                  |        |
| Иван Ухов                                                       | Скок увис        | 2,40         | 2,31 КВ          | 3. у гр. Б       | 2,32                  | 5 / 32 (34)          |                      |                  |        |
| Александар Шустов                                               | Скок увис        | 2,36         | 2,31 КВ          | 4. у гр. Б       | 2,29                  | 8 / 32 (34)          |                      |                  |        |
| Дмитриј Стародубцев                                             | Скок мотком      | 5,75         | 5,65 кв          | 3. у гр. А       | 5,65                  | 12 / 26 (28)         |                      |                  |        |
| Јевгениј Лукјаненко                                             | Скок мотком      | 6,01         | 5,50             | 9. у гр. Б       | Није се квалификовао  | 18 / 26 (28)         |                      |                  |        |
| Александар Мењков                                               | Скок удаљ        | 8,28         | 8,07 КВ          | 5. у гр. А       | 8,19                  | 6 / 32 (36)          |                      |                  |        |
| Алексеј Федоров                                                 | Троскок          | 17,12        | 16,42            | 9. у гр. А       | Нису се квалификовали | 18 / 26 (31)         |                      |                  |        |
| Максим Сидоров                                                  | Бацање кугле     | 21,45        | 19,95            | 8. у гр. Б       | Нису се квалификовали | 14 / 25 (26)         |                      |                  |        |
| Кирил Икоников                                                  | Бацање кладива   | 79,20        | 75,36 кв         | 6. у гр. А       | 78,37                 | 6 / 35               |                      |                  |        |
| Сергеј Литвинов                                                 | Бацање кладива   | 78,90        | 74,80            | 7. у гр. Б       | Није се квалификовао  | 15 / 35              |                      |                  |        |
| Дмитриј Тарабин                                                 | Бацање копља     | 85,10        | 82,92 КВ         | 2. у гр. А       | 79,06                 | 10 / 36 (37)         |                      |                  |        |
| Сергеј Макаров                                                  | Бацање копља     | 92,61 НР     | 81,42 кв         | 5. у гр. Б       | 78,76                 | 12 / 36 (37)         |                      |                  |        |
| Александр Иванов                                                | Бацање копља     | 88,90        | 73,81            | 15. у гр. Б      | Није се квалификовао  | 28 / 36 (37)         |                      |                  |        |

#### Десетобој
| Дисциплина    | Алексеј Дроздов | Алексеј Дроздов | Алексеј Дроздов | Алексеј Дроздов | Алексеј Дроздов | Алексеј Дроздов |
| Дисциплина    | Лич. рек.       | Резултат        | Бод.            | Плас.           | Укупно          | Плас.           |
| ------------- | --------------- | --------------- | --------------- | --------------- | --------------- | --------------- |
| 100 м         | 10,97           | 11,34           | 786             | 29.             | 786             | 29.             |
| Скок удаљ     | 7,78            | 7,45 ЛРС        | 922             | 4.              | 1.708           | 16.             |
| Бацање кугле  | 17,17           | 16,17           | 862             | 2.              | 2.570           | 4.              |
| Скок увис     | 2,15            | 2,14 ЛРС        | 934             | 2.              | 3.504           | 1.              |
| 400 м         | 50,00           | 51,35 ЛРС       | 753             | 25.             | 4.257           | 6.              |
| 110 м препоне | 14,74           | 15,49           | 791             | 27.             | 5.048           | 11.             |
| Бацање диска  | 51,68           | 50,29           | 876             | 1.              | 5.924           | 5.              |
| Скок мотком   | 5,20            | 5,00            | 910             | 3.              | 6.834           | 4.              |
| Бацање копља  | 68,97           | 64,80 ЛРС       | 810             | 8.              | 7.644           | 4.              |
| 1.500 м       | 4:32,93         | 4:41,73 ЛРС     | 669             | 11.             | 8.313           | 4.              |
| Десетобој     | 8.475           |                 |                 |                 | 8.313           | 4 / 22 (30)     |

### Жене
| Атлетичарка                                                                                                   | Дисциплина       | Лични рекорд | Квалификације    | Квалификације    | Полуфинале            | Полуфинале       | Финале                | Финале                | Детаљи |
| Атлетичарка                                                                                                   | Дисциплина       | Лични рекорд | Резултат         | Место            | Резултат              | Место            | Резултат              | Место                 | Детаљи |
| --- | ---------------- | ------------ | ---------------- | ---------------- | --------------------- | ---------------- | --------------------- | --------------------- | ------ |
| Александра Федорива                                                                                           | 100 м            | 11,31        | 11,28 КВ, ЛР     | 3. у гр. 7       | 11,54                 | 6. у гр. 3       | Нису се квалификовале | 19 / 68 (73)          |        |
| Елизавета Демирова                                                                                            | 200 м            | 22,62        | 23,09 КВ         | 3. у гр. 2       | 23,04                 | 6. у гр. 2       | Нису се квалификовале | 14 / 37 (40)          |        |
| Јулија Гушчина                                                                                                | 200 м            | 22,53        | Дисквалификована | Дисквалификована | Дисквалификована      | Дисквалификована | Није се квалификовала | Није се квалификовала |        |
| Антоњина Кривошапка                                                                                           | 400 м            | 49,29        | 51,52 КВ         | 3. у гр. 3       | 50,55 кв              | 3. у гр. 1       | 50,66                 | 4 / 33 (37)           |        |
| Анастасија Капачинска                                                                                         | 400 м            | 50,02        | Дисквалификоване | Дисквалификоване | Дисквалификоване      | Дисквалификоване | Дисквалификоване      | Дисквалификоване      |        |
| Марија Савинова                                                                                               | 800 м            | 1:57,56      | Дисквалификоване | Дисквалификоване | Дисквалификоване      | Дисквалификоване | Дисквалификоване      | Дисквалификоване      |        |
| Јекатерина Костецка                                                                                           | 800 м            | 1:56,67      | Дисквалификоване | Дисквалификоване | Дисквалификоване      | Дисквалификоване | Дисквалификоване      | Дисквалификоване      |        |
| Јулија Степанова                                                                                              | 800 м            | 1:58,14      | Дисквалификоване | Дисквалификоване | Дисквалификоване      | Дисквалификоване | Дисквалификоване      | Дисквалификоване      |        |
| Јекатерина Мартинова                                                                                          | 1.500 м          | 4:03,68      | Дисквалификоване | Дисквалификоване | Дисквалификоване      | Дисквалификоване | Нису се квалификовале | Нису се квалификовале |        |
| Олесја Сирева                                                                                                 | 1.500 м          | 4:06,47      | Дисквалификоване | Дисквалификоване | Дисквалификоване      | Дисквалификоване | Нису се квалификовале | Нису се квалификовале |        |
| Наталија Јевдокимова                                                                                          | 1.500 м          | 3:57,73      | Дисквалификоване | Дисквалификоване | Дисквалификоване      | Дисквалификоване | Нису се квалификовале | Нису се квалификовале |        |
| Јелена Задорожна                                                                                              | 5.000 м          | 14:40.47     | 15:23,90 КВ      | 5. у гр. 1       |                       |                  | 15:15,48              | 10 / 20 (23)          |        |
| Јелисавета Гречишникова                                                                                       | 5.000 м          | 15:07,15     | Дисквалификована | Дисквалификована | Дисквалификована      | Дисквалификована |                       |                       |        |
| Маргарита Плаксина                                                                                            | Маратон          | 2:27:07      |                  |                  |                       |                  | 2:35:39               | 22 / 44 (55)          |        |
| Татјана Дектјарева                                                                                            | 100 м препоне    | 12,68        | 13,05 КВ         | 3. у гр. 3       | 12,76 кв              | 3. у гр. 2       | 12,82                 | 5 / 38 (39)           |        |
| Наталија Антјух                                                                                               | 400 м препоне    | 52,92        | 54,88 КВ         | 2. у гр. 5       | 54,51 КВ              | 1. у гр. 2       | 53,85                 |                       |        |
| Јелена Чуракова                                                                                               | 400 м препоне    | 54.79        | 55,39 КВ         | 2. у гр. 2       | 55,02                 | 2. у гр. 1       | 55,17                 | 8 / 38                |        |
| Јулија Зарудњева Зарипова                                                                                     | 3.000 м препреке | 9:08,39      | Дисквалификоване | Дисквалификоване |                       |                  | Дисквалификоване      | Дисквалификоване      |        |
| Љубов Харламова                                                                                               | 3.000 м препреке | 9:21,94      | Дисквалификоване | Дисквалификоване |                       |                  | Дисквалификоване      | Дисквалификоване      |        |
| Јулија Гушчина Наталија Рускова Елизабета Савлинис Александра Федорива                                        | 4 х 100 м        | 41,49 НР     | Дисквалификоване | Дисквалификоване |                       |                  | Дисквалификоване      | Дисквалификоване      |        |
| Антоњина Кривошапка Наталија Антјух Људмила Литвинова Анастасија Карпачинска Ксенија Вдовина Ксенија Задорина | 4 х 400 м        | 3:18,38 НР   | Дисквалификоване | Дисквалификоване |                       |                  | Дисквалификоване      | Дисквалификоване      |        |
| Олга Канискина                                                                                                | 20 км ходање     | 1:24:56      |                  |                  |                       |                  | Дисквалификоване      | Дисквалификоване      |        |
| Анисја Кирдјапкина                                                                                            | 20 км ходање     | 1:25:11      |                  |                  |                       |                  | Дисквалификоване      | Дисквалификоване      |        |
| Вера Соколова                                                                                                 | 20 км ходање     | 1:25:08      | 1:32:13          | 9 / 37 (50)      |                       |                  |                       |                       |        |
| Татјана Минејева                                                                                              | 20 км ходање     | 1:28:09      | 1:34:08          | 14 / 37 (50)     |                       |                  |                       |                       |        |
| Ана Чичерова                                                                                                  | Скок увис        | 2,07 НР      | 1,95 КВ          | 1. у гр. А       |                       |                  | 2,03                  |                       |        |
| Јелена Слесаренко                                                                                             | Скок увис        | 2,06         | Дисквалификована | Дисквалификована | Дисквалификована      | Дисквалификована |                       |                       |        |
| Светлана Школина                                                                                              | Скок увис        | 2,00         | 1,95             | 3. у гр. А       | 1,97                  | 4 / 29 (31)      |                       |                       |        |
| Светлана Феофанова                                                                                            | Скок мотком      | 4.88         | 4,55 кв          | 3. у гр. А       | 4,75 ЛРС              |                  |                       |                       |        |
| Јелена Исинбајева                                                                                             | Скок мотком      | 5,06 СР, НР  | 4,55 кв          | 1. у гр. Б       | 4,65                  | 6 / 30 (35)      |                       |                       |        |
| Олга Кучеренко                                                                                                | Скок удаљ        | 7,13         | Дисквалификована | Дисквалификована | Дисквалификована      | Дисквалификована |                       |                       |        |
| Дарија Клишина                                                                                                | Скок удаљ        | 7,05         | 6,77 кв          | 3. у гр. Б       | 6,50                  | 6 / 33 (36)      |                       |                       |        |
| Олга Зајцева                                                                                                  | Скок удаљ        | 7,01         | 6,50             | 8. у гр. Б       | Није се квалификовала | 12 / 33 (36)     |                       |                       |        |
| Ана Крилова                                                                                                   | Троскок          | 14.35        | 14,31 кв         | 4. у гр. А       | 14,23                 | 7 / 34           |                       |                       |        |
| Јевгенија Колодко                                                                                             | Бацање кугле     | 19,33        | 18,90 КВ         | 3. у гр. Б       | 19,78 ЛР              | 4 / 23 (25)      |                       |                       |        |
| Ана Авдејева                                                                                                  | Бацање кугле     | 20,07        | 18,92 КВ         | 3 у гр. А        | 19,54 ЛРС             | 6 / 23 (25)      |                       |                       |        |
| Ана Омарова                                                                                                   | Бацање кугле     | 19,69        | Дисквалификоване | Дисквалификоване | Дисквалификоване      | Дисквалификоване |                       |                       |        |
| Дарија Пишчалникова                                                                                           | Бацање диска     | 65,55        | Дисквалификоване | Дисквалификоване | Дисквалификоване      | Дисквалификоване |                       |                       |        |
| Татјана Лисенко                                                                                               | Бацање кладива   | 77,80 НР     | 71,94 КВ         | 3. у гр. Б       | 77,13 ЛРС             |                  |                       |                       |        |
| Марија Абакумова                                                                                              | Бацање копља     | 67.25 НР     | Дисквалификована | Дисквалификована | Дисквалификована      | Дисквалификована |                       |                       |        |

- Атлетичарке у штафетама означени звездицама нису учествовали у финалној трци штафета, а означене бројем 2 су учествовале и у некој од појединачних дусциплина.

#### седмобој
| Дисциплина    | Татјана Чернова | Татјана Чернова | Татјана Чернова | Татјана Чернова | Татјана Чернова | Татјана Чернова |
| Дисциплина    | Лич. рек.       | Резултат        | Бод.            | Плас.           | Укупно          | Плас            |
| ------------- | --------------- | --------------- | --------------- | --------------- | --------------- | --------------- |
| 100 м препоне | 13,47           | 13,32           | 1.077           | 6.              | 1.077           | 6.              |
| Скок увис     | 1,87            | 1,83            | 1.016           | 8.              | 2.093           | 3.              |
| Бацање кугле  | 13,57           | 14,17 ЛРС       | 805             | 13.             | 2.898           | 6.              |
| 200 м         | 23,50           | 23,50 ЛР        | 1.029           | 2.              | 3.927           | 1.              |
| Скок удаљ     | 6,78            | 6,61            | 1.043           | 1.              | 4.970           | 2.              |
| Бацање копља  | 54,49           | 52,95 ЛРС       | 917             | 3.              | 5.887           | 1.              |
| 800 м         | 2:06,50         | 2:08,04 ЛРС     | 993             | 3.              | 6.880           | 1.              |
| Седмобој      | 6.768           |                 |                 |                 | 6.880           | 1. Диск.        |

| Дисциплина    | Ана Богданова | Ана Богданова | Ана Богданова | Ана Богданова | Ана Богданова | Ана Богданова |
| Дисциплина    | Лич. рек.     | Резултат      | Бод.          | Плас.         | Укупно        | Плас          |
| ------------- | ------------- | ------------- | ------------- | ------------- | ------------- | ------------- |
| 100 м препоне | 13,09         | 13,44 ЛРС     | 1.059         | 10.           | 1.059         | 10.           |
| Скок увис     | 1,88          | 1,83          | 1.016         | 5.            | 2.075         | 5.            |
| Бацање кугле  | 14,83         | 14,52 ЛРС     | 829           | 9.            | 2.904         | 4.            |
| 200 м         | 24,24         | 25,64         | 829           | 20.           | 3.733         | 9.            |
| Скок удаљ     | 6,54          | 6,38          | 969           | 5.            | 4.702         | 5.            |
| Бацање копља  | 39,91         | 41,38 ЛР      | 694           | 16.           | 5.396         | 9.            |
| 800 м         | 2:09.45       | 2:18,34       | 846           | 19.           | 6242          | 9.            |
| Седмобој      | 6.465         |               |               |               | 6.242 ЛРС     | 9 / 24 (28)   |